# 塞根鮑姆科格爾山
47°48′07″N 13°39′07″E / 47.80203°N 13.65206°E
塞根鮑姆科格爾山（德語：Segenbaumkogel），是奧地利的山峰，位於該國北部，由上奧地利州負責管轄，屬於赫倫格山的一部分，海拔高度1,649米，每年平均降雨量1,801毫米。